# 北糀谷
北糀谷（日语：／ Kita-kōjiya */?）是東京都大田區的町名。現行行政地名為北糀谷一丁目與北糀谷二丁目。2013年8月1日為止的人口有4,584人。郵遞區號為144-0032。

## 地理
位於東京都大田區東南部。北鄰大森中。東至國道131號（產業道路），接大森南。南至呑川，接西糀谷。西鄰東蒲田。町域內為住宅地與工業用地。

## 歷史
1969年（昭和44年），北糀谷町實施住居表示，大部分町域更名為北糀谷。

### 地名由來
因為屬舊麴谷村北部而得名。

## 交通
町域內沒有鐵路車站，可利用西方的京急本線梅屋敷站與京急蒲田站，還可利用大森站與蒲田站出發的巴士路線。

## 設施
- 大田區立北糀谷小學校
- 東京生物科技專門學校
- 大田區立北糀谷一丁目公園
- 大田區立舊呑川綠地 - 大森中邊界。
- 羽田管製造所
- 氣球製作所
- 子安八幡神社

## 備註
1. ↑  .   [2013-08-23]. （原始内容存档于2014-02-18）.